# 25e regering van Israël
De 25e regering (ook bekend als het Kabinet–Rabin II) was de uitvoerende macht van de Staat Israël van 13 juli 1992 tot 22 november 1995. Premier Yitzhak Rabin (Arbeidspartij) stond aan het hoofd van een coalitie van de Arbeidspartij, Meretz, Shas en Bestemming. Op 4 november 1995 kwam premier Rabin om het leven na een moordaanslag en werd opgevolgd door minister van Buitenlandse Zaken Shimon Peres.

## Ambtsbekleders
| Ambtsbekleder                                           | Ambtsbekleder        | Ambtsbekleder                                     | Functie                                   | Ambtstermijn      | Ambtstermijn      | Partij        |
| ------------------------------------------------------- | -------------------- | ------------------------------------------------- | ----------------------------------------- | ----------------- | ----------------- | ------------- |
|                                                         | Yitzhak Rabin        | Rav Aluf Yitzhak Rabin יִצְחָק רַבִּין (1922–1995)      | Premier                                   | 13 juli 1992      | 4 november 1995   | Arbeidspartij |
| Minister van Defensie                                   | Yitzhak Rabin        | Rav Aluf Yitzhak Rabin יִצְחָק רַבִּין (1922–1995)      |                                           | 13 juli 1992      | 4 november 1995   | Arbeidspartij |
| Jeruzalem- en Erfgoedzaken (Huisvesting en Constructie) | Yitzhak Rabin        | Rav Aluf Yitzhak Rabin יִצְחָק רַבִּין (1922–1995)      | 31 december 1992                          | 13 juli 1992      |                   | Arbeidspartij |
|                                                         | Shimon Peres         | Shimon Peres שִׁמְעוֹן פֶּרֶס (1923–2016)                | Premier                                   | 4 november 1995   | 18 juni 1996      | Arbeidspartij |
| Minister van Defensie                                   | Shimon Peres         | Shimon Peres שִׁמְעוֹן פֶּרֶס (1923–2016)                |                                           | 4 november 1995   | 18 juni 1996      | Arbeidspartij |
| Vicepremier                                             | Shimon Peres         | Shimon Peres שִׁמְעוֹן פֶּרֶס (1923–2016)                | 13 juli 1992                              | 22 november 1995  |                   | Arbeidspartij |
| Minister van Buitenlandse Zaken                         | Shimon Peres         | Shimon Peres שִׁמְעוֹן פֶּרֶס (1923–2016)                | 13 juli 1992                              | 22 november 1995  |                   | Arbeidspartij |
|                                                         | Aryeh Deri           | Aryeh Deri אריה דרעי (1959)                       | Minister van Binnenlandse Zaken           | 22 december 1988  | 11 mei 1993       | Shas          |
|                                                         | Yitzhak Rabin        | Rav Aluf Yitzhak Rabin יִצְחָק רַבִּין (1922–1995)      | Minister van Binnenlandse Zaken           | 11 mei 1993       | 7 juni 1993       | Arbeidspartij |
|                                                         | Aryeh Deri           | Aryeh Deri אריה דרעי (1959)                       | Minister van Binnenlandse Zaken           | 7 juni 1993       | 13 september 1993 | Shas          |
|                                                         | Yitzhak Rabin        | Rav Aluf Yitzhak Rabin יִצְחָק רַבִּין (1922–1995)      | Minister van Binnenlandse Zaken           | 13 september 1993 | 27 februari 1995  | Arbeidspartij |
|                                                         | Uzi Baram            | Uzi Baram עוזי ברעם (1937)                        | Minister van Binnenlandse Zaken           | 27 februari 1995  | 7 juni 1995       | Arbeidspartij |
|                                                         |                      | David Libai דוד ליבאי (1934)                      | Minister van Binnenlandse Zaken           | 7 juni 1995       | 18 juli 1995      | Arbeidspartij |
|                                                         | Ehud Barak           | Rav Aluf Ehud Barak אֵהוּד בָּרָק (1942)               | Minister van Binnenlandse Zaken           | 18 juli 1995      | 22 november 1995  | Arbeidspartij |
|                                                         | Abraham Shochat      | Abraham Shochat אברהם שוחט (1936)                 | Minister van Financiën                    | 13 juli 1992      | 18 juni 1996      | Arbeidspartij |
|                                                         |                      | David Libai דוד ליבאי (1934)                      | Minister van Justitie                     | 13 juli 1992      | 18 juni 1996      | Arbeidspartij |
|                                                         | Michael Harish       | Michael Harish מיכאל חריש (1936)                  | Minister van Economie                     | 13 juli 1992      | 18 juni 1996      | Arbeidspartij |
|                                                         | Haim Ramon           | Haim Ramon חיים רמון (1950)                       | Minister van Volksgezondheid              | 13 juli 1992      | 8 februari 1994   | Arbeidspartij |
|                                                         | Yitzhak Rabin        | Rav Aluf Yitzhak Rabin יִצְחָק רַבִּין (1922–1995)      | Minister van Volksgezondheid              | 8 februari 1994   | 1 juni 1994       | Arbeidspartij |
|                                                         | Efraim Sneh          | Tat Aluf Efraim Sneh אפרים סנה (1944)             | Minister van Volksgezondheid              | 1 juni 1994       | 18 juni 1996      | Arbeidspartij |
|                                                         | Yitzhak Rabin        | Rav Aluf Yitzhak Rabin יִצְחָק רַבִּין (1922–1995)      | Minister van Arbeid en Sociale Zaken      | 13 juli 1992      | 31 december 1992  | Arbeidspartij |
|                                                         | Ora Namir            | Ora Namir אורה נמיר (1930–2019)                   | Minister van Arbeid en Sociale Zaken      | 31 december 1992  | 18 juni 1996      | Arbeidspartij |
|                                                         | Sjoelamit Aloni      | Sjoelamit Aloni שולמית אלוני (1928–2014)          | Minister van Onderwijs en Cultuur         | 13 juli 1992      | 11 mei 1993       | Meretz        |
|                                                         | Yitzhak Rabin        | Rav Aluf Yitzhak Rabin יִצְחָק רַבִּין (1922–1995)      | Minister van Onderwijs en Cultuur         | 11 mei 1993       | 7 juni 1993       | Arbeidspartij |
|                                                         | Amnon Rubinstein     | Amnon Rubinstein אמנון רובינשטיין (1931)          | Minister van Onderwijs en Cultuur         | 7 juni 1993       | 18 juni 1996      | Meretz        |
|                                                         | Israel Kessar        | Israel Kessar אברהם שוחט (1931–2019)              | Minister van Vervoer                      | 13 juli 1992      | 18 juni 1996      | Arbeidspartij |
|                                                         |                      | Yaakov Tzur יעקב צור (1937)                       | Minister van Landbouw                     | 13 juli 1992      | 18 juni 1996      | Arbeidspartij |
|                                                         | Benjamin Ben-Eliezer | Benjamin Ben-Eliezer בנימין בן אליעזר (1936–2016) | Minister van Huisvesting en Constructie   | 13 juli 1992      | 18 juni 1996      | Arbeidspartij |
|                                                         | Amnon Rubinstein     | Amnon Rubinstein אמנון רובינשטיין (1931)          | Minister van Infrastructuur en Energie    | 13 juli 1992      | 7 juni 1993       | Meretz        |
|                                                         | Moshe Shahal         | Moshe Shahal משה שחל (1934)                       | Minister van Infrastructuur en Energie    | 7 juni 1993       | 10 januari 1995   | Arbeidspartij |
|                                                         |                      | Gonen Segev גונן שגב (1956)                       | Minister van Infrastructuur en Energie    | 10 januari 1995   | 18 juni 1996      | Yiud          |
|                                                         | Moshe Shahal         | Moshe Shahal משה שחל (1934)                       | Minister van Openbare Veiligheid          | 13 juli 1992      | 18 juni 1996      | Arbeidspartij |
|                                                         | Yair Tzaban          | Yair Tzaban יאיר צבן (1930)                       | Minister van Immigratie                   | 13 juli 1992      | 18 juni 1996      | Meretz        |
|                                                         | Amnon Rubinstein     | Amnon Rubinstein אמנון רובינשטיין (1931)          | Minister van Wetenschap en Ontwikkelingen | 13 juli 1992      | 31 december 1992  | Meretz        |
|                                                         |                      | Shimon Shetreet שמעון שטרית (1946)                | Minister van Wetenschap en Ontwikkelingen | 31 december 1992  | 7 juni 1993       | Arbeidspartij |
|                                                         | Sjoelamit Aloni      | Sjoelamit Aloni שולמית אלוני (1928–2014)          | Minister van Wetenschap en Ontwikkelingen | 7 juni 1993       | 18 juni 1996      | Meretz        |
|                                                         | Yitzhak Rabin        | Rav Aluf Yitzhak Rabin יִצְחָק רַבִּין (1922–1995)      | Minister van Religieuze Zaken             | 13 juli 1992      | 27 januari 1995   | Arbeidspartij |
|                                                         |                      | Shimon Shetreet שמעון שטרית (1946)                | Minister van Religieuze Zaken             | 27 januari 1995   | 18 juni 1996      | Arbeidspartij |
|                                                         | Moshe Shahal         | Moshe Shahal משה שחל (1934)                       | Minister van Communicatie                 | 13 juli 1992      | 7 juni 1993       | Arbeidspartij |
|                                                         | Sjoelamit Aloni      | Sjoelamit Aloni שולמית אלוני (1928–2014)          | Minister van Communicatie                 | 7 juni 1993       | 18 juni 1996      | Meretz        |
|                                                         | Uzi Baram            | Uzi Baram עוזי ברעם (1937)                        | Minister van Toerisme                     | 13 juli 1992      | 18 juni 1996      | Arbeidspartij |
|                                                         | Ora Namir            | Ora Namir אורה נמיר (1930–2019)                   | Minister van Milieu                       | 13 juli 1992      | 31 december 1992  | Arbeidspartij |
|                                                         | Jossi Sarid          | Jossi Sarid נתן שרנסקי (1940–2015)                | Minister van Milieu                       | 31 december 1992  | 18 juni 1996      | Meretz        |
| Ministers zonder portefeuille                           |                      |                                                   |                                           |                   |                   |               |
| Ambtsbekleder                                           | Ambtsbekleder        | Ambtsbekleder                                     | Portfolio (Ministerie)                    | Ambtstermijn      | Ambtstermijn      | Partij        |
|                                                         |                      | Shimon Shetreet שמעון שטרית (1946)                | Economisch Beleid (Economische Zaken)     | 13 juli 1992      | 27 januari 1995   | Arbeidspartij |
|                                                         | Jossi Beilin         | Jossi Beilin יוסי ביילין (1948)                   | Economisch Beleid (Economische Zaken)     | 27 januari 1995   | 22 november 1995  | Arbeidspartij |
|                                                         | Sjoelamit Aloni      | Sjoelamit Aloni שולמית אלוני (1928–2014)          | Onderwijs Beleid (Onderwijs)              | 11 mei 1993       | 7 juni 1993       | Meretz        |
|                                                         | Aryeh Deri           | Aryeh Deri אריה דרעי (1959)                       | Binnenlands Beleid (Binnenlandse Zaken)   | 11 mei 1993       | 7 juni 1993       | Shas          |
| Onderministers                                          |                      |                                                   |                                           |                   |                   |               |
| Ambtsbekleder                                           | Ambtsbekleder        | Ambtsbekleder                                     | Portfolio (Ministerie)                    | Ambtstermijn      | Ambtstermijn      | Partij        |
|                                                         | Motta Gur            | Rav Aluf Motta Gur מוטה גור (1930–1995)           | Defensie Beleid (Defensie)                | 13 juli 1992      | 16 juli 1995      | Arbeidspartij |